# イェーツォ
イェーツォとはアメリカ・インディアンのナバホー族の神話に伝わる怪物。最初の女と最初の男によって創られた巨人で、ツォツィル山に住み、子供達と共に人々を襲い食らっていた。最期は太陽と人間の女エスタナトレーヒの間に生まれた双子の英雄、トバデスチンとナヘナッツァーニよって退治された。